# Aéroport international des îles Marshall
L'aéroport international des îles Marshall est situé à Rairok, près Delap-Uliga-Darrit, la capitale du pays. Il est essentiellement utilisé par Air Marshall Islands, la compagnie aérienne nationale. Il porte le nom d'Amata Kabua, premier président des Îles Marshall et père de l'indépendance.

## Historique
L'aéroport est construit durant la Seconde Guerre mondiale, en 1943.

## Améliorations aéroportuaires
Des digues ont été créées pour empêcher la mer d'inonder la piste d'atterrissage. Des projets d'amélioration ont également eu lieu entre 2007 et 2009 (marquage, création d'un tablier...).

## Situation
| \| 100 km1:10 548 000 \| Airok Ailuk Aur Bikini Bucholz Ebon Elenak Enejit Enewetak Freeflight Ine Jabot Jaluit Jeh Kaben Kili Lae Likiep Majkin Majuro Maloelap Mejit Mili Namorik Rongelap Taroa Tinak Ujae Utirik Woja Wotho Wotje |
| 100 km1:10 548 000 |

## Compagnies aériennes
L'aéroport Amata-Kabua est principalement desservi par la compagnie aérienne nationale, Air Marshall Islands. Celle-ci assure des vols vers quelques îles du pays (Ailinglaplap, Aur, Kwajalein, Wotje...), mais aussi vers Tarawa-Sud (Kiribati), les Tuvalu et les Fidji.
Les compagnies aériennes étrangères utilisant l'aéroport Amata Kabua sont Nauru Airlines (qui assure les vols vers Nauru, Tarawa et Pohnpei) et United Airlines (une compagnie aérienne américaine).
| Compagnies           | Destinations |
| -------------------- | --- |
| Air Marshall Islands | - Ailuk (en), - Ailinglaplap-Airok, - Aur (en), - Bikini, - Ebon (en), - Elenak (en), - Elenak Airport (en), - Enewetak (en), - Jaluit (en), - Jeh (en), - Kaben (en), - Kili (en), - Kwajalein-Bucholz (en), - Île Lae (en), - Majkin (en), - Maloelap (en), - Mejit (en), - Mili (en), - Namdrik (en), - Rongelap (en), - Tarawa (Bonriki), - Ujae Airport (en), - Utirik Island (en), - Wotho, - Wotje (en) |
| Nauru Airlines       | Nauru, Tarawa (Bonriki), Chuuk, Pohnpei |
| United Airlines      | Chuuk, Guam-A.-B.-Won-Pat, Honolulu, Kosrae, Kwajalein-Bucholz (en), Pohnpei |

Édité le 04/08/2018